# Ричи, Марджори
Марджори Ричи (англ. Marjorie Ritchie, 29 марта 1948, Эдинбург — 25 марта 2015) — шотландская исследовательница животных и зоохирург; известна своим вкладом в команду новаторов, клонировавших овечку Долли.

## Ранние годы и образование
Ричи родилась в Эдинбурге, Шотландия, 29 марта 1948 года в семье Хелен и Джеймса Фордайс. У неё было два брата, Рональд и Форбс. Она посещала начальную школу Корсторфин, школу для девочек Гранвилля и среднюю школу Форрестера.
Она заинтересовалась животными, посетив родственника, который занимался исследованиями в области разведения животных в Институте Рослина.

## Карьера
В 1966 году, в возрасте 18 лет, Ричи присоединилась к Организации по исследованию пород животных, предшественнику Института Рослина. Первоначально она занималась исследованием типов волокон в шерстяной лаборатории организации.
Позже она присоединилась к отделу сельскохозяйственных животных, став старшим научным сотрудником, отвечающим за отдел крупных животных.
Признано, что Ричи оказала большое влияние на молодых учёных и технических специалистов, работающих в области зоотехники или изучающих её.
Она вышла на пенсию в 2014 году после 48 лет службы.
Ричи появилась в радиопрограмме BBC Sounds The Reunion в 2012 году вместе с коллегами, рассказывая о влиянии овцы Долли 15 лет спустя.

## Личная жизнь
В 1988 году она вышла замуж за Билла Ричи, который также работал в «Команде Долли» анестезиологом и эмбриологом.
Ричи запечатлена на фотографии шотландской художницы Уэнди Макмердо вместе с анестезиологом Джоном Брэкеном, изображение размещено в Шотландской национальной портретной галерее.